# Roland Stierle

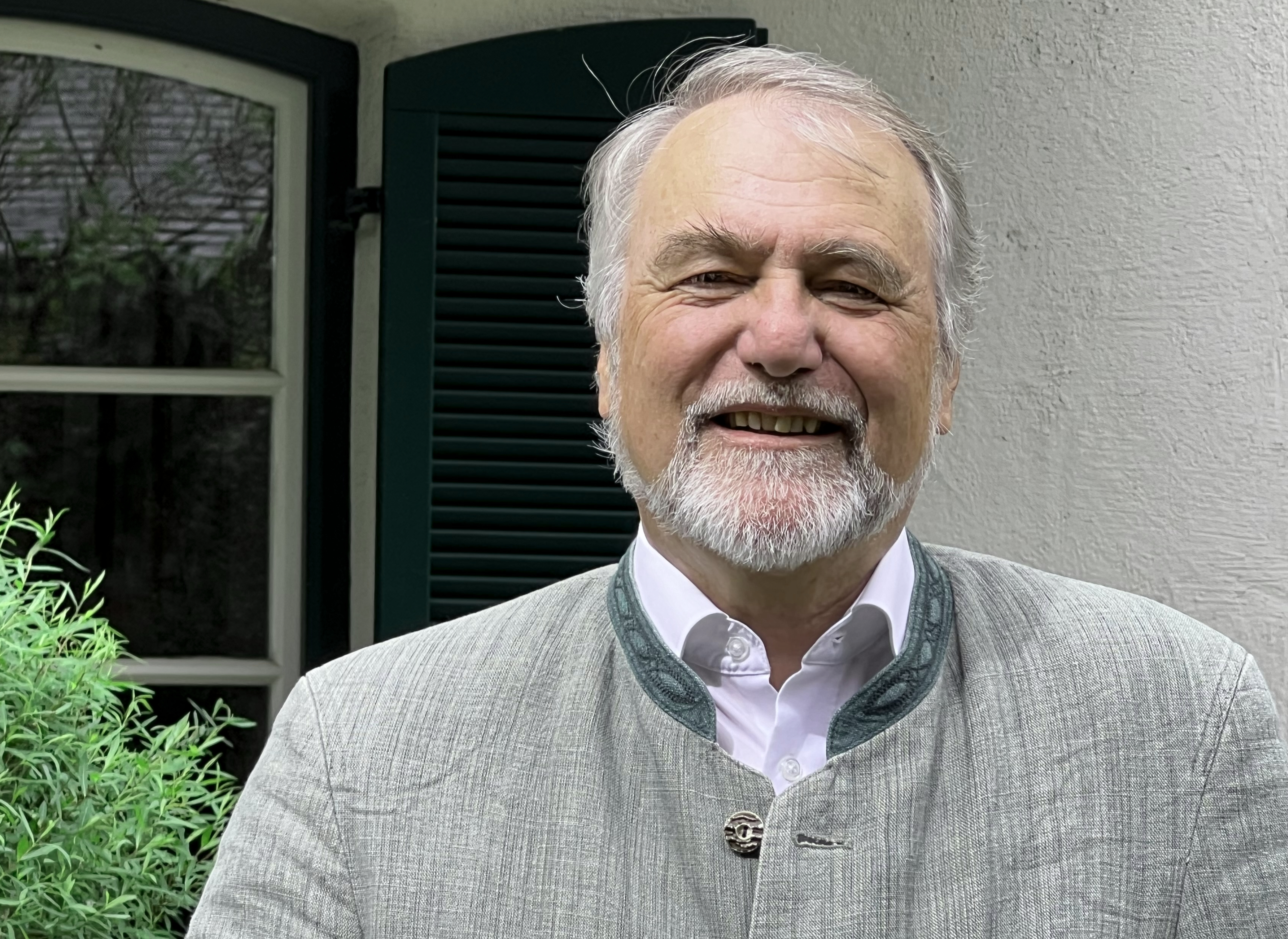
Roland Stierle, 2024

Roland Stierle (* 1. Mai 1953 in Böblingen) ist ein deutscher Ingenieur und Manager sowie Bergsteiger, Kletterer und Sportfunktionär. Er war von 2014 bis 2022 Vizepräsident des Deutschen Alpenvereins (DAV) und seit 2017 Präsident der von ihm mitbegründeten European Union of Mountaineering Associations (EUMA). Zuvor war er langjähriger Vorsitzender der Sektion Stuttgart des DAV. Seit November 2022 ist Stierle Präsident des Deutschen Alpenvereins.

## Leben
Stierle wurde in der Kreisstadt Böblingen bei Stuttgart geboren, wo er auch aufwuchs und noch heute mit Familie lebt. Er studierte Elektrotechnik und Theoretische Energietechnik an der Universität Stuttgart und schloss das Studium als Diplom-Ingenieur ab. Er war als leitender Angestellter bei der Siemens Solar GmbH (Vorgänger von Shell Solar und danach SolarWorld Industries) als Prokurist und Mitglied der Geschäftsführung sowie bei Infineon als Vizepräsident Sales Automotive tätig.
Bereits frühzeitig interessierte er sich für das Klettern und Bergsteigen auf der Schwäbischen Alb und in den Alpen. Im Jahre 1970 wurde Stierle Mitglied der Sektion Stuttgart des DAV. Im Alter von 17 Jahren gelang ihm über eine der schwierigen Nordwandrouten die Besteigung der 2999 m s.l.m. hohen Großen Zinne in Südtirol. Später beging er zahlreiche klassische Extrem-Routen in den Alpen. Daneben war er in Nordamerika auf der Devils-Tower-Route „Extended Wiesner“ und in Südamerika (siehe unten) unterwegs.
Von 1973 bis 1975 vertrat Roland Stierle in der Sektion Stuttgart des DAV die Jungmannschaft im Sektionsbeirat. 1977 übernahm er die Leitung der Expedition einer Gruppe von Extrembergsteigern und -kletterern der Sektion Stuttgart in die Peruanischen Anden. Sechs Fünftausender und zwei Sechstausender wurden bestiegen sowie zwei Zweitbegehungen über neue Routen durchgeführt. Ihm persönlich gelang zusammen mit Ernst Schillinger, Gerhard Esche und Joachim Köninger die Zweitbesteigung des Tam Sur (5458 m) mit der Erstbegehung des Südwestpfeilers. Außerdem war die Besteigung des höchsten Gipfels der Cordillera Huayhuash, des Yerupaja, über den Nordostpfeiler geplant. Aufgrund der Wandverhältnisse im oberen Bereich wurde die Streckenführung über die 1200 m hohe Westwand auf den Südgipfel geändert.
1981 wurde Stierle in den Vorstand der Sektion Stuttgart gewählt und war von 1994 bis 2013 deren Vorsitzender. Zu seinen „immensen Verdienste[n] zum Wohle des Vereins“ während seiner Zeit als Sektionsvorsitzender gehören u. a. der 1994 erfolgte Bau der Outdoor-Kletteranlage und der Kletterhalle auf der Waldau in Stuttgart-Degerloch und der Wiederaufbau des durch Brand vernichteten Mahdtalhauses im Kleinwalsertal.
Nachdem Stierle 1993 zum Mitglied im Hauptausschuss des DAV gewählt worden war, übernahm er bis 1995 den Vorsitz des Bundesausschusses Klettern und Naturschutz. 1994 wurde er gleichzeitig stellvertretender Vorsitzender des Landesverbands Baden-Württemberg des DAV und ab 2006 Vorsitzender dieses Landesverbandes. Daneben war er Mitglied verschiedener Leitbild-, Struktur- und Projektgruppen des Hauptausschusses des DAV. In dieser Zeit erwarb er sich u. a. bleibende Verdienste in Sachen Klettern und Naturschutz in München. 2002 wechselte er vom Hauptausschuss zum Vorsitzenden des Bundesausschusses Kommunikation und Medien.
Roland Stierle setzte sich u. a. verstärkt für den Naturschutz beim Klettern ein und schrieb 2004:

„Der DAV wird künftig in den Neubau von Klettersteigen lenkend eingreifen und zugleich darauf achten, dass die Belange des Naturschutzes berücksichtigt werden. Damit können Sektionen Klettersteige errichten oder sich an deren Bau beteiligen – vorausgesetzt der ‚Kriterienkatalog für den Neubau von Klettersteigen’ wird dabei berücksichtigt. Mit dieser Entscheidung geht der DAV neue Wege und modifiziert einen Teil seines Grundsatzprogramms.“

Von 2005 bis 2007 war Stierle Mitglied des Beirates des Alpenvereins-Jahrbuchs.
Auf der Hauptversammlung 2014 in Hildesheim wurde er in das Präsidium des DAV in die Position des Vizepräsidenten gewählt. 2018 erfolgte seine vierjährige Wiederwahl mit einem Stimmenanteil von 98 Prozent. Als DAV-Vizepräsident trat er während der Corona-Pandemie 2020 mehrfach mit Empfehlungen zum Verhalten in der Bergwelt unter diesen besonderen Bedingungen an die Öffentlichkeit. Außerdem traf er sich mit dem Vertreter der bayerischen Staatsregierung Walter Nussel, um mögliche Konzepte für den künftigen Übernachtungsbetrieb auf bayerischen Alpenvereinshütten zu diskutieren.
Nachdem 2017 unter seiner maßgeblichen Beteiligung die European Union of Mountaineering Associations (EUMA) gegründet worden war, übernahm er den Vorsitz dieses europäischen Dachverbandes von inzwischen 27 nationalen, rechtlich selbstständigen Bergsportverbänden in Europa. Zur Gründungsversammlung im Alpinen Museum in München sagte Stierle:

„Gemeinsam können wir einen sehr großen Beitrag zur Sicherheit im Bergsport und zur Verbesserung des Hütten- und Wegenetzes leisten. Und gemeinsam können wir auch den Naturschutz in sowie den freien Zugang zu den europäischen Bergen sehr effektiv voranbringen.“

Auf dem Experten-Workshop der Europäischen Kommission in Brüssel zum Thema The Mountain Dimension of Cooperation hielt er 2018 als Vertreter der EUMA den Vortrag zum Thema The role of civil society.
2019 vertrat er EUMA und DAV u. a. bei der Weihe der restaurierten Alten Prager Hütte und bei den Feierlichkeiten zum 150-jährigen Bestehens des DAV an der Dresdner Hütte und des Alpenvereins Südtirol in Toblach. Mit Bernd Siebenhüner und Monika Schnitzer war Stierle als Repräsentant des DAV Teilnehmer der Veranstaltung „Alpenvereinskultur – eine andere Ökonomie?“ der Bayerischen Akademie der Wissenschaften. 2020 interviewte ihn die Geographische Rundschau zum Thema Interessenvertreter im Spannungsfeld zwischen Natursport und Naturschutz.
Seit 2017 ist Stierle außerdem Mitglied des Österreichischen Alpenklubs.
Seit dem 19. November 2022 ist Roland Stierle der neue Präsident des Deutschen Alpenvereins. Die Delegierten der Sektionen des DAV wählten auf der Hauptversammlung in Koblenz den 69-Jährigen mit einer überwältigenden Mehrheit von 99,62 Prozent zum Nachfolger von Josef Klenner, der den Verband insgesamt über 25 Jahre geleitet hat.

## Publikationen (Auswahl)
- South America, Peru, Cordillera Huayhuash, Yerupajá Sur, West Face Attempt, Tsacra Chico and Other Peaks. In: American Alpine Journal, American Alpine Club, Band 21, 1978, Ausgabe 2, S. 571f.
- Vor- bzw. Grußworte in: Festschrift zum hundertjährigen Bestehen der Sektion Stuttgart des Deutschen Alpenvereins. Stuttgart 2004 und in der Festschrift 100 Jahre Sächsischer Bergsteigerbund, Dresden 2011.
- 111 Jahre Sektion Stuttgart des Deutschen Alpenvereins. 1904–2015. Eine Sektion mit vielen Gesichtern, hrsg. von der Sektion Stuttgart, Panico Alpinverlag, Köngen 2015, ISBN 978-3-95611-034-4.
- Mitwirkung an unzähligen Ausgaben von Stuttgart Alpin. Magazin des DAV, Sektion Stuttgart u. a. durch Beiträge über Naturschutz, Spitzensportler wie Andi Fichtner und Nachrufe auf verstorbene Vereinsmitglieder. Besonders hervorzuheben ist der Beitrag:
- Klettersteige – ein Balanceakt für den Alpenverein. Zwischen Hochseilgarten und Biotop. In: Stuttgart Alpin, Heft 3, Stuttgart 2008, S. 14f.
- Für die Mitteilungen der Sektion Bayerland des Deutschen Alpenvereins Der Bayerländer verfasste er u. a. auch Beiträge so über Herwig Sedlmayer und den bereits genannten Aufsatz Klettersteige […].
- Als Vorsitzender der Sektion Stuttgart des Deutschen Alpenvereins gab er heraus: Nicholas Mailänder: Hart am Trauf. 100 Jahre Klettern auf der Schwäbischen Alb. Panico Alpinverlag, Köngen 2003. ISBN 3-936740-04-6.

## Auszeichnungen
- 2010 Silberne Ehrennadel des Württembergischen Landessportbundes
- 2012 Ernennung zum Sportpionier der Landeshauptstadt Stuttgart aufgrund seiner Verdienste um den Bergsport[24]
- 2013 Ernennung zum Ehrenvorsitzenden der Sektion Stuttgart des DAV anlässlich seines 60. Geburtstages
- 2013 Wahl zum Ehrenmitglied der Sektion Stuttgart des DAV